# فوزي المعلوف
: فوزي المعلوف هو شاعر لبناني (ولد في زحلة؛ 21 مايو 1899 توفي 1930 في ريو دي جانيرو/ البرازيل) يمتُّ بنسبه إلى أسرة عريقة في القدم، أنجبت الشعراء والمؤرخين والكتبة والحولاني، والده عيسى إسكندر المعلوف العالم المؤرخ والعضو في ثلاثة مجامع علمية، منها المجمع العلمي العربي بدمشق. والدته عفيفة كريمة إبراهيم باشا المعلوف وأخواه شفيق صاحب «ملحمة عبقر» ورياض المعروف بشاعر الكوخ الأخضر وهما شاعران.

## عنه
كان قيصر المعلوف المولود عام 1874 رائد الصحافة العربية في أميركا الجنوبية، حين أصدر في سان باولو عام 1898 جريدة عربية باسم «البرازيل». ظهرت عليه علائم العبقرية في سنٍّ مبكرة، فقد بدأ القراءة في الثالثة، وأحسنها في الخامسة، وراسل أباه من زحلة إلى دمشق في الثامنة. درس في الكلية الشرقية بزحلة، ثم انتقل في الرابعة عشرة من عمره إلى بيروت ليتابع دراسته في مدرسة الفرير. اشتغل بالتجارة متنقلاً بين لبنان ودمشق وفي الوقت نفسه كان يكتب في الصحف اللبنانية والسورية والمصرية توفي عام 1930.

## من كتبه
- سقوط غرناطة
- شعلة العذاب
- أغاني الأندلس، ظهر العلوم
- من قلب السماء
- على بساط الريح
- بين الطيور
- الليل والصباح

## كتب ودراسات عنه
- فوزي المعلوف: درس تحليلي لحياته وصفاته وأدبه، جبرائيل أبو سعدى،المطبعة المخلصية، بيروت ١٩٤٦.

## بيبليوغرافيا
- الأعمال الكاملة - فوزي المعلوف، بيروت: دار نوفل، 2004
- فوزي المعلوف: شاعر الألم والحلم، ربيعة أبي فاضل، بيروت: دار المشرق، 1993